# Niwki (Condado de Dąbrowa)
Niwki [ˈnifki] es un pueblo ubicado en el distrito administrativo de Gmina Olesno, dentro del Condado de Dąbrowa, Voivodato de Pequeña Polonia, en Polonia del sur. Se encuentra aproximadamente a 6 kilómetros al oeste de Olesno, a 12 kilómetros al noroeste de Dąbrowa Tarnowska, y a 6 kilómetros al este de la regional capital Cracovia.
El pueblo tiene una población de 221 habitantes.

## Enlaces enternos
- Esta obra contiene una traducción  derivada de «Niwki, Dąbrowa County» de Wikipedia en inglés, concretamente de esta versión, publicada por sus editores bajo la Licencia de documentación libre de GNU y la Licencia Creative Commons Atribución-CompartirIgual 4.0 Internacional.

- Datos: Q7041913